# Wolbach
Wolbach é uma Região censo-designada localizada no estado americano de Nebraska, no Condado de Greeley.

## Demografia
Segundo o censo americano de 2000, a sua população era de 287 habitantes.
Em 2006, foi estimada uma população de 261, um decréscimo de 26 (-9.1%).

## Geografia
De acordo com o United States Census Bureau, a localidade tem uma área de 1,8 km², sem área coberta por água. Wolbach localiza-se a aproximadamente 599 m acima do nível do mar.

## Localidades na vizinhança
O diagrama seguinte representa as localidades num raio de 24 km ao redor de Wolbach.